# Ignaz Schäffer
Ignác svobodný pán von Schäffer (Ignaz Freiherr von Schäffer, uváděn též jako Schaeffer; 28. října 1821, Vídeň – 17. dubna 1892, Vídeň) byl rakousko-uherský diplomat. V nižších diplomatických funkcích strávil řadu let v Turecku, na Dálném východě i v rakouské vládě ve Vídni. V roce 1881 získal titul barona a v letech 1881–1886 byl rakousko-uherským vyslancem v USA.

## Životopis
Studoval na Orientální akademii ve Vídni, od roku 1841 působil v diplomatických službách. Začínal na nižších postech v Jasech a Istanbulu, delší dobu pak pobýval v Alexandrii a Londýně. Jako sekční rada působil od roku 1863 na ministerstvu obchodu, poté přešel jako ministerský rada na ministerstvo zahraničí (1866). V letech 1871–1874 byl velvyslaneckým radou v Londýně, poté v letech 1874–1877 zastával funkci vyslance pro Čínu, Japonsko a Siam. V letech 1877–1880 působil jako konzul v Egyptě, v roce 1880 získal Řád železné koruny a téhož roku byl povýšen do stavu svobodných pánů. Nakonec byl v letech 1881–1886 rakousko-uherským vyslancem., mezitím získal Leopoldův řád. V roce 1886 odešel do výslužby a při té příležitosti obdržel velkokříž Řádu Františka Josefa.